# Lithocarpus pseudovestitus
Lithocarpus pseudovestitus är en bokväxtart som beskrevs av Aimée Antoinette Camus. Lithocarpus pseudovestitus ingår i släktet Lithocarpus och familjen bokväxter. Inga underarter finns listade.